# 202. mešana topniška brigada (JLA)
Za druge 202. brigade glejte 202. brigada.
202. mešana topniška brigada v sestavi Jugoslovanske ljudske armade.
Enota je bila nastanjena v Sloveniji pred in med slovensko osamosvojitveno vojno.

## Organizacija
31. december 1990
- poveljstvo
- poveljniško izvidniška baterija
- topniški izvidniški divizion
- 1. topniški divizion 130 mm
- 2. topniški divizion 130 mm
- 3. topniški divizion 130 mm
- divizion AVMR 128 mm
- lahki divizion 20/3 mm
- inženirska četa
- zaledni bataljon